# Mistrzostwa świata juniorów do lat 18 w szachach
Mistrzostwa świata juniorów do lat 18 w szachach – rozgrywki szachowe, mające na celu wyłonienie najlepszych juniorów świata w kategorii wiekowej do 18 lat, organizowane corocznie od 1987 r., z tym że dwie pierwsze edycje odbyły się pod nazwą Pucharu Świata juniorów do 18 lat (ich zwycięzcy otrzymali tytuły nieoficjalnych mistrzów świata).
Zwycięzcom turniejów dziewcząt i chłopców Międzynarodowa Federacja Szachowa przyznaje tytuły mistrzyni i mistrza międzynarodowego (w przypadku, jeśli nie posiadali oni do tej pory tych tytułów). Jeśli pierwsze miejsce dzielone było przez nie więcej niż trzy osoby, każda z nich otrzymuje tytuł mistrzyni lub mistrza międzynarodowego.

## Medaliści mistrzostw świata juniorów do lat 18
| Rok  | Miasto          | Juniorzy                                                                   | Juniorki                                                               | Źródło |
| ---- | --------------- | -------------------------------------------------------------------------- | ---------------------------------------------------------------------- | --- |
| 1987 | San Juan        | 1. Gustavo Hernandez                                                       | ? ? ?                                                                  | |
| 1988 | Aguadilla       | 1. Michael Hennigan                                                        | 1. Amelia Hernández                                                    | |
| 1989 | Aguadilla       | 1. Władimir Akopian 2. Alex Sherzer 3. Christopher Lutz                    | 1. Katrin Aładżowa 2. Elena-Luminița Radu 3. Amelia Hernández          | "Szachy" nr 10/1989, str. 246 |
| 1990 | Singapur        | 1. Siergiej Tiwiakow 2. Władimir Kramnik 3. Peter Heine Nielsen            | 1. Elena-Luminița Radu 2. Adrienn Csoke 3. Wioleta Radańska            | "Szachy" nr 8/1990, str. 172 |
| 1991 | Guarapuava      | 1. Władimir Kramnik 2. Konstantin Sakajew 3. Aleksiej Aleksandrow          | 1. Nataša Strižak 2. Eva Repková 3. Irina Zak                          | "Szachista" nr 12/1991, str. 361 |
| 1992 | Duisburg        | 1. Konstantin Sakajew 2. Howhannes Danielian 3. Dan Zoler                  | 1. İlahə Qədimova 2. Nino Churcidze 3. Martina Holoubková              | "Szachista" nr 9/1992, str. 268 |
| 1993 | Bratysława      | 1. Zoltán Almási 2. Wasilij Jemielin 3. Kaido Külaots                      | 1. İlahə Qədimova 2. Eva Repková 3. Almira Skripczenko                 | "Szachista" nr 10/1993, str. 296 |
| 1994 | Segedyn         | 1. Piotr Swidler 2. Róbert Ruck 3. Giorgi Kaczeiszwili                     | 1. Inna Haponenko 2. Zuzana Hagarová 3. Maja Lomineiszwili             | "Szachista" nr 10/1994, str. 294 |
| 1995 | Guarapuava      | 1. Robert Kempiński 2. Emil Sutowski 3. Michaił Kobalija                   | 1. Corina-Isabela Peptan 2. Nikoletta Lakos 3. Natia Apchaidze         | "Szachista" nr 2/1996, str. 34 |
| 1996 | Cala Galdana    | 1. Rafael Leitão 2. Michaił Kobalija 3. Christos Banikas                   | 1. Marta Zielińska 2. Harriet Hunt 3. Corina-Isabela Peptan            | "Szachista" nr 12/1996, str. 369 |
| 1997 | Erywań          | 1. Rusłan Ponomariow 2. Aleksiej Iljuszyn 3. Stelios Chalkias              | 1. Rusudan Goletiani 2. Võ Hồng Phượng 3. Hoàng Thanh Trang            | "Szachista" nr 12/1997, str. 363 |
| 1998 | Oropesa del Mar | 1. Nicholas Pert 2. Aleksiej Iljuszyn 3. Levente Vajda                     | 1. Ruth Sheldon 2. Dana Reizniece 3. Jewgienija Owod                   | "Szachista" nr 12/1998, str. 371 |
| 1999 | Oropesa del Mar | 1. Dmitrij Kokariew 2. Laurent Fressinet 3. Jewgienij Postny               | 1. Aarthie Ramaswamy 2. Jewgienija Owod 3. Lela Dżawachiszwili         | szachowavistula.pl |
| 2000 | Oropesa del Mar | 1. Francisco Vallejo Pons 2. Leinier Domínguez Pérez 3. Baadur Dżobawa     | 1. Zeynəb Məmmədyarova 2. Wang Yu 3. Đặng Bích Ngọc                    | |
| 2001 | Oropesa del Mar | 1. Dmitrij Jakowienko 2. Artiom Timofiejew 3. Zwiad Izoria                 | 1. Sopio Gwetadze 2. Ana-Cristina Calotescu 3. Sophie Milliet          | |
| 2002 | Heraklion       | 1. Ferenc Berkes 2. Şəhriyar Məmmədyarov 3. Pentala Harikrishna            | 1. Elisabeth Pähtz 2. Tamara Cereteli 3. Marie Sebag                   | |
| 2003 | Kallithea       | 1. Şəhriyar Məmmədyarov 2. Aleksander Charitonow 3. Tomi Nyback            | 1. Nana Dzagnidze 2. Natalia Zdebska 3. Natalia Pogonina               | |
| 2004 | Heraklion       | 1. Radosław Wojtaszek 2. Jewgienij Tomaszewski 3. Ahmed Adly               | 1. Jolanta Zawadzka 2. Marie Sebag 3. Natalia Hryhorenko               | WORLD YOUTH CHESS CHAMPIONSHIPS 2004 Heraklio, Crete - GREECE, November 3-14 Categories for Boys & Girls under 10, 12, 14, 16 & 18 GENERAL REGULATIONS |
| 2005 | Belfort         | 1. Ildar Chajrullin 2. Radosław Wojtaszek 3. Jacek Stopa                   | 1. Maka Purtseladze 2. Batchujagijn Möngöntuul 3. Joanna Majdan        | |
| 2006 | Batumi          | 1. Arik Braun 2. Hrant Melkumian 3. Bassem Amin                            | 1. Dronavalli Harika 2. Nargiz Umudowa 3. Mary Ann Gomes               | |
| 2007 | Kemer           | 1. Iwan Popow 2. Romain Édouard 3. Aleksandr Rachmanow                     | 1. Walentina Gunina 2. Kateřina Němcová 3. Betül Cemre Yıldız          | World Youth Championship – and the winners are... |
| 2008 | Vũng Tàu        | 1. Ivan Šarić 2. Nguyễn Ngọc Trường Sơn 3. Samuel Shankland                | 1. Walentina Gołubienko 2. Rajkumar Preethi 3. Olga Giria              | |
| 2009 | Antalya         | 1. Maksim Matlakow 2. Iván Salgado López 3. Kacper Piorun                  | 1. Olga Giria 2. Keti Cacalaszwili 3. Kübra Öztürk                     | |
| 2010 | Pórto Cárras    | 1. Steven Zierk 2. Samwel Ter-Sahakian 3. Nils Grandelius                  | 1. Narmin Kazimowa 2. Deysi Cori Tello 3. Hoàng Thị Như Ý              | |
| 2011 | Caldas Novas    | 1. Samwel Ter-Sahakian 2. Władimir Fiedosiejew 3. Das Debashis             | 1. Meri Arabidze 2. Alina Kaszlinska 3. Altanulzii Enkhtuul            | |
| 2012 | Maribor         | 1. Dariusz Świercz 2. Howhannes Gabuzjan 3. Jorge Cori Tello               | 1. Aleksandra Goriaczkina 2. Lisa Schut 3. Marija Siewierina           | |
| 2013 | Al-Ajn          | 1. Idani Pouya 2. David Antón Guijarro 3. Vaibhav Suri                     | 1. Lidia Tomnikowa 2. Anastasija Ziaziulkina 3. Sabina Ibrahimowa      | |
| 2014 | Durban          | 1. Ołeksandr Bortnik 2. Vaibhav Suri 3. Cristobal Henriquez Villagra       | 1. Dinara Saduakasowa 2. Filiz Osmanodja 3. Xiao Yiyi                  | |
| 2015 | Porto Karas     | 1. Masud Mosadeghpour 2. Kiriłł Aleksiejenko 3. Danił Juffa                | 1. M. Mahalakszmi 2. V. Varshini 3. Tijana Blagojević                  | |
| 2016 | Chanty-Mansyjsk | 1. Manuel Petrosjan 2. Maksim Wawulin 3. Szahin Lorparizangene             | 1. Stawrula Tsolakidu 2. Aleksandra Oboliencowa 3. Michal Lawal        | |
| 2017 | Montevideo      | 1. José Eduardo Martínez Alcántara 2. Aleksander Triapiszko 3. Kevin Noboa | 1. Laura Unuk 2. Sakshi Chitlange 3. Danitza Vazquez Maccarini         | |
| 2018 | Chalkidiki      | 1. Viktor Gažík 2. Igor Janik 3. Szymon Gumularz                           | 1. Polina Szuwałowa 2. Aleksandra Oboliencowa 3. Teodora Injac         | |
| 2019 | Mumbaj          | 1. R Praggnanandhaa 2. Szant Sarksjan 3. Artur Dawtjan                     | 1. Polina Szuwałowa 2. Vantika Agrawal 3. Aleksandra Oboliencowa       | |
| 2020 | Online          | 1. Nihal Sarin 2. Szant Sarksjan 3. Francesco Sonis                        | 1. Carissa Yip 2. Thalia Cervantes Landeiro 3. Jelizawieta Sołożenkina | |
| 2021 | Online          | 1. Harshavardhan G B 2. Nikolaos Spyropulos 3. Justin Wang                 | 1. Gövhər Bəydullayeva 2. Tamari Esadze 3. Theresa Singgih Diajeng     | [ 2 ] |
| 2022 | Mamaja          | 1. Shawn Rodrigue-Lemieux 2. Kazybek Nogerbek 3. Marius Fromm              | 1. Mariam Mykyrtczian 2. Ayan Allahverdiyeva 3. Martyna Wikar          | |
| 2023 | Montesilvano    | 1. Aleksiej Griebniew 2. Wołodar Murzin 3. Aldiyar Ansat                   | 1. Ayan Allahverdiyeva 2. Rochelle Wu 3. Jelizawieta Hrebenszczykowa   | |